# Diplotaxis berthautii
Diplotaxis berthautii là một loài thực vật có hoa trong họ Cải. Loài này được Braun-Blanq. & Maire mô tả khoa học đầu tiên năm 1922.